# Pokolenia
Pokolenia (ang. Generations) – amerykański serial telewizyjny, realizowany w latach 1989-1991, emitowany od 12 września 1989 do 25 stycznia 1991. Serial liczy 470 odcinków.
Jedna z pierwszych oper mydlanych emitowanych w Polsce. Wszystkie odcinki wyemitowano w TVP2, emisja odbywała się w dni robocze i trwała od 15 października 1991 do 21 stycznia 1994.
Serial opowiadał perypetie członków dwóch rodzin – białej i czarnej – wzajemnie powiązanych oraz ich znajomych i przyjaciół.
W Stanach Zjednoczonych serial nie odniósł sukcesu, w przeciwieństwie do Europy, a zwłaszcza Polski, gdzie kilkakrotnie zdobywał nagrody przyznawane przez widzów i tygodnik telewizyjny Super TV. W 1993 roku dwójka jego aktorów – Kelly Rutherford i Anthony Addabbo – odwiedziła Polskę.

## Obsada
- Vivica A. Fox (Maya Reubens)
- Anthony Addabbo (Jason Craig)
- Jonelle Allen (Doreen Jackson)
- Jack Betts (Hugh Gardner)
- Taurean Blacque (Henry Marshall #1)
- James Reynolds (Henry Marshall #2)
- Sharon Brown (Chantal Marshall #1)
- Debbi Morgan (Chantal Marshall #2)
- Patricia Crowley (Rebecca Whitmore)
- George DelHoyo (Rob Donnelly)
- Rick Fitts (Martin Jackson)
- Lynn Hamilton (Vivian Potter)
- Jon Lindstrom (Paul Jarre)
- Andrew Masset (Trevor McCallum)
- Joan Pringle (Ruth Marshall)
- Gail Ramsey (Laura McCallum)
- Barbara Rhoades (Jessica Gardner #1)
- Linda Gibboney (Jessica Gardner #2)
- Kelly Rutherford (Stephanie "Sam" Whitmore)
- Nancy Sorel (Monique McCallum)
- Kristoff St. John (Adam Marshall)
- Robert Torti (Lt. Kyle Masters)